# くにがみ球場

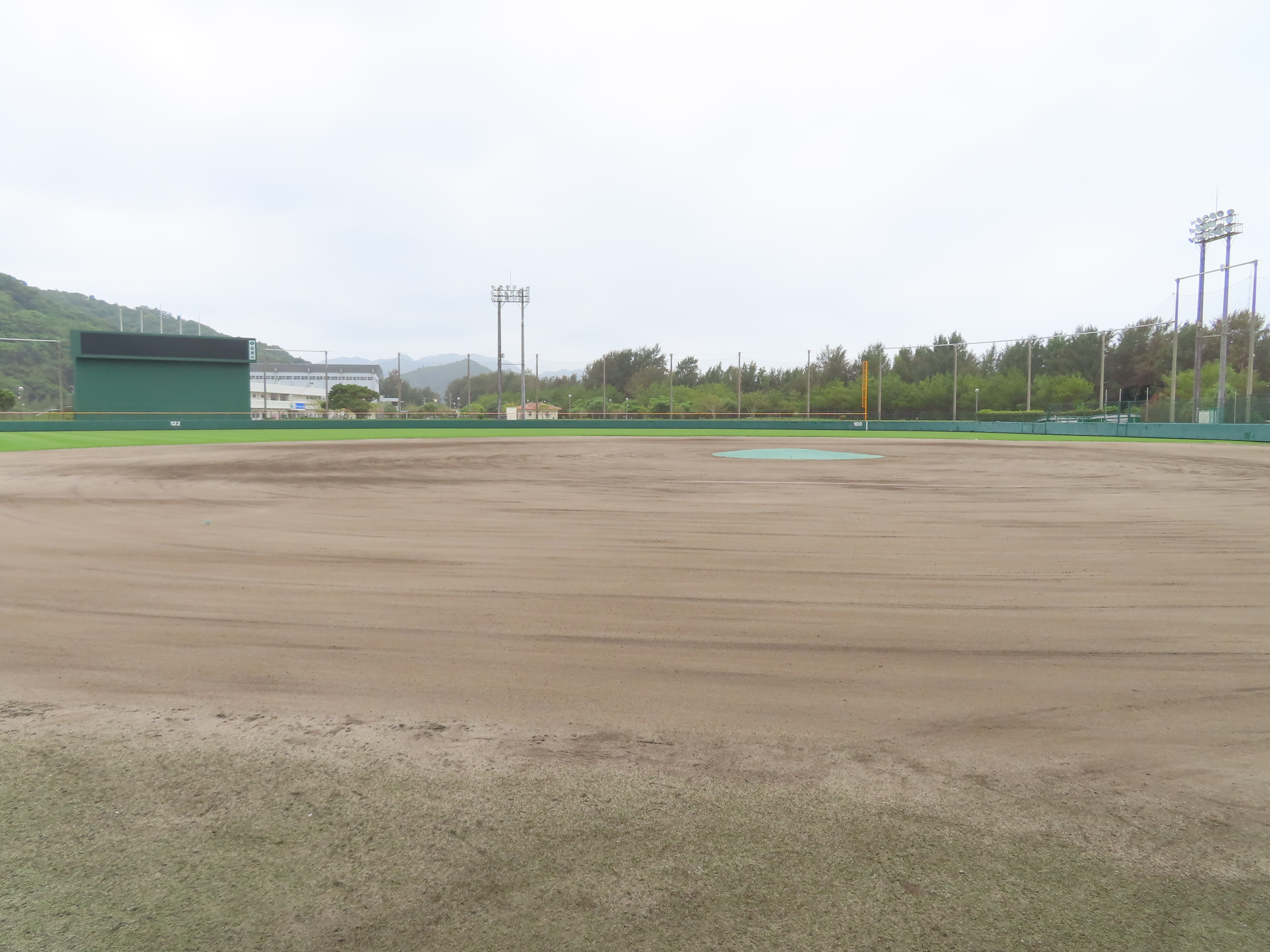
グラウンド

くにがみ球場（くにがみきゅうじょう）は、沖縄県国頭郡国頭村のくいなエコ・スポレク公園内にある野球場。国頭村が運営管理を行っている。
プロ野球・北海道日本ハムファイターズの二軍が春季キャンプで使用している。
那覇市に本店を置く沖縄海邦銀行が施設命名権を取得し、2016年4月から「かいぎんスタジアム国頭」の呼称を用いている（後述）。

## 歴史
2003年から、国頭村の「エコ・スポレクゾーン整備事業」により、運動公園などの建設が進められた。これは沖縄米軍基地所在市町村活性化事業と、県北部振興策事業による補助金の活用策として行われたもの。このうち、くにがみ球場は2005年11月開場。翌2006年から北海道日本ハムファイターズの二軍が春季キャンプ地として使用している。一・三塁側場外に、同時に3人が投球可能なブルペンを備えている。
北海道日本ハム二軍の春季キャンプが沖縄県内で行われるようになったのは1997年の浦添市が最初。翌1998年からは宜野座村、2003年からは東風平町（現八重瀬町）に移った。しかし東風平は沖縄本島南部の町であり、一軍がキャンプを実施している本島北部の名護市との移動距離が長く、選手・コーチの往来に時間を要し不便だったことから、2006年は前半を東風平、後半を国頭で行う形式が執られた。2007年からは全日程を国頭で実施している。なお、一軍のキャンプ地の名護市営球場が2017年3月から2019年まで改修工事により使用できないため、2018年・2019年のキャンプは一軍も利用する。

## 命名権
2016年4月20日、沖縄海邦銀行が命名権を取得し、2016年4月から5年間の契約（年額100万円）で、「かいぎんスタジアム国頭」の呼称を使用する。

## 主なエピソード
- 2006年2月18日、北海道日本ハムの春季キャンプ期間中に行われた紅白戦で、同シーズン初の実戦出場となった新庄剛志 (SHINJO) が、2年連続実戦初戦で本塁打をマークした。新庄が恒例としていた打法命名により「打法名はまだ早い打法」と名付けられたこの本塁打は、公式戦・オープン戦でのものではないとはいえ、くにがみ球場の「プロ1号」となった。村幹部らは「球場を作ってよかった。一流選手が打ってくれて、夢のようです」と感無量の表情を見せた。[3][4]

## 施設概要
- 両翼：100m、中堅：122m
- 内野：クレー舗装（混合黒土）、外野：天然芝（ティフトン）
- 収容人数：3,000人
- 照明設備：照明塔6基
- スコアボード：電光式（イニングスコア表示のみ。打順はランプによる表示のみ）

## 公園内その他の施設
- 国頭陸上競技場
ヤクルト本社陸上部などが合宿に使用している。Jリーグ・北海道コンサドーレ札幌もかつてキャンプで使用していたが、競技場の芝生面積が狭隘なため、コンサドーレはくにがみ球場も併用して使用していた。
- ふれあい広場（サブグラウンド）
- くにがみ屋内運動場
国頭陸上競技場に隣接する、2012年7月に完成した人工芝の屋内練習場。

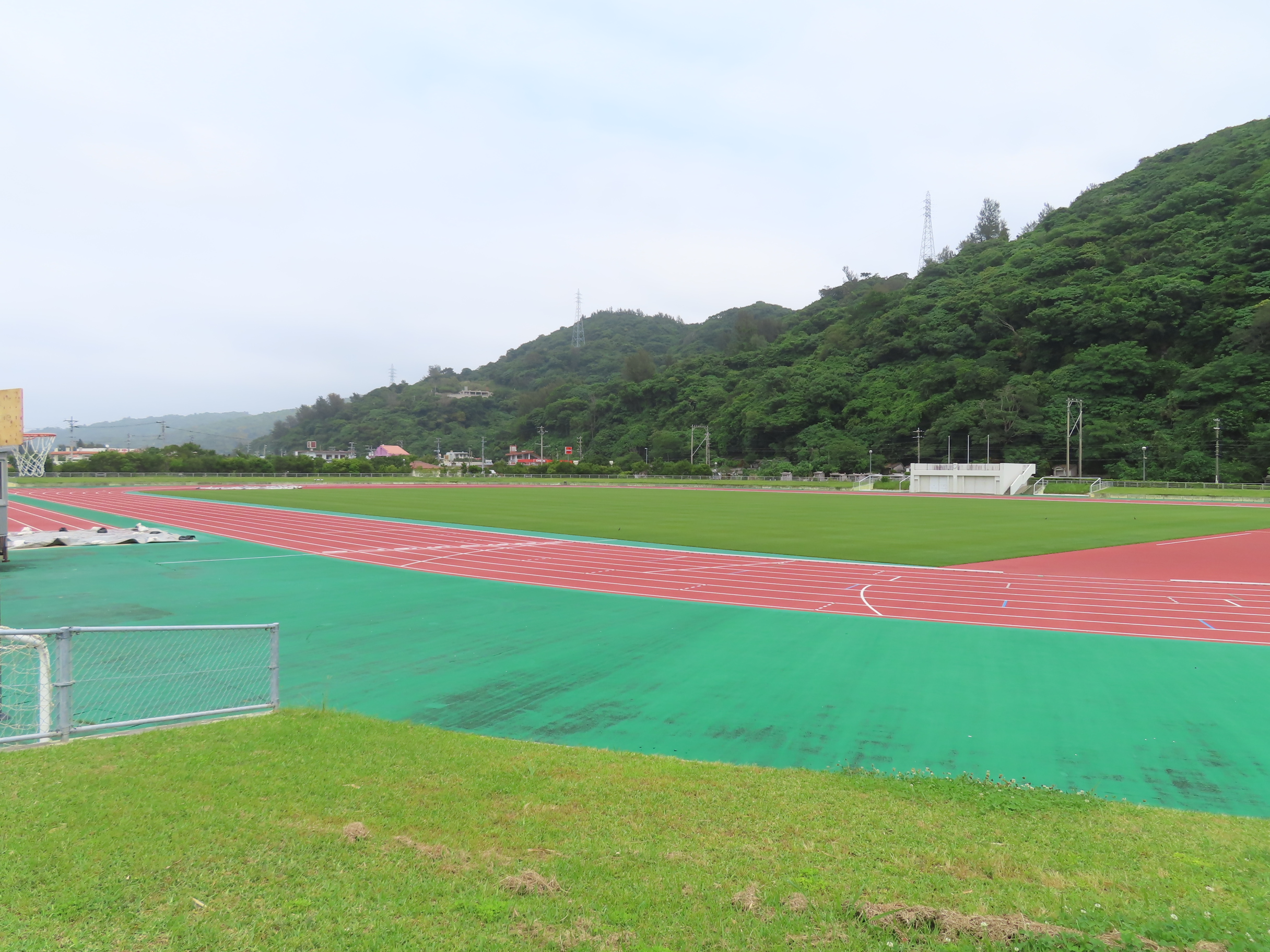
国頭陸上運動場
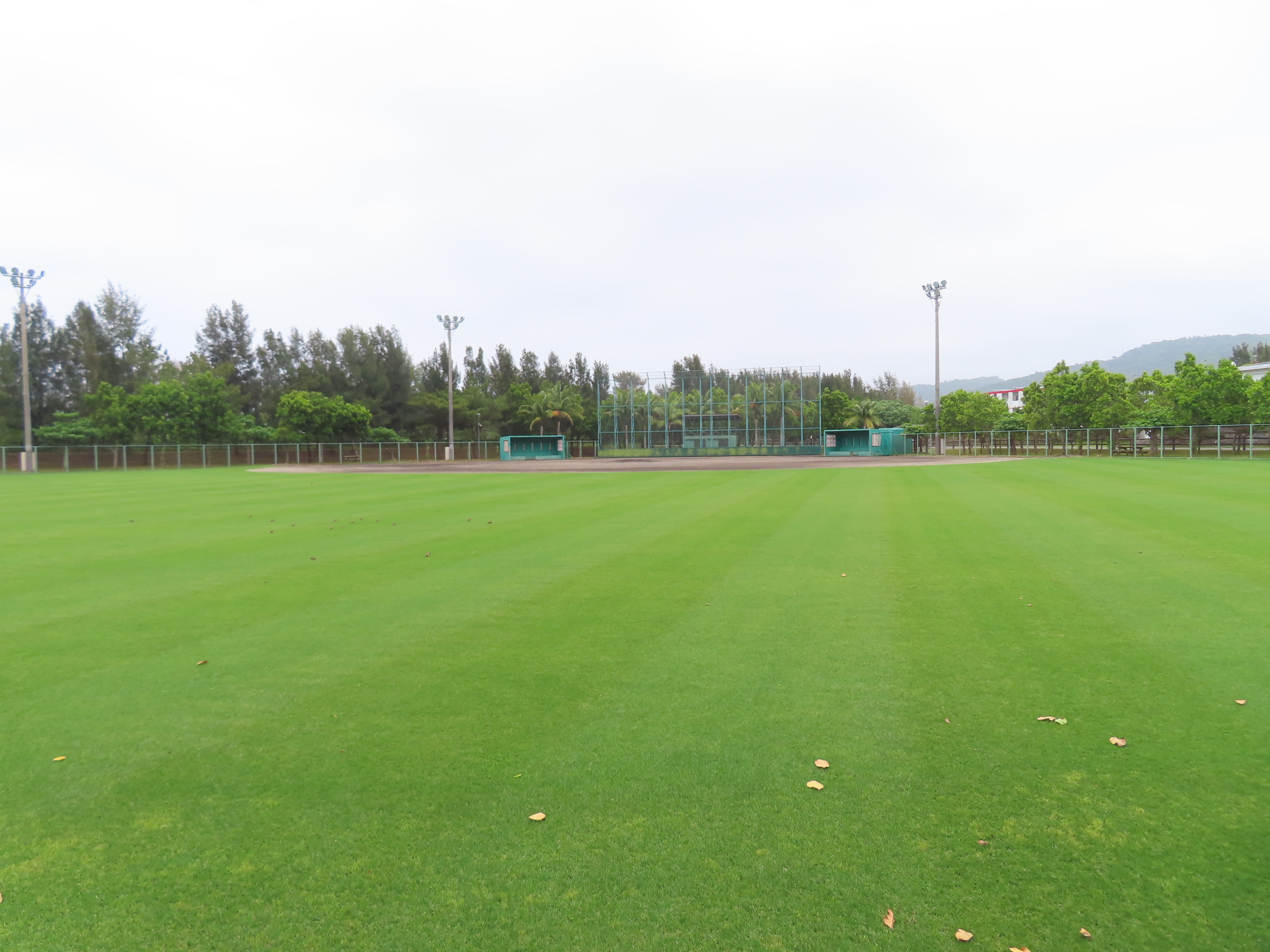
ふれあい広場
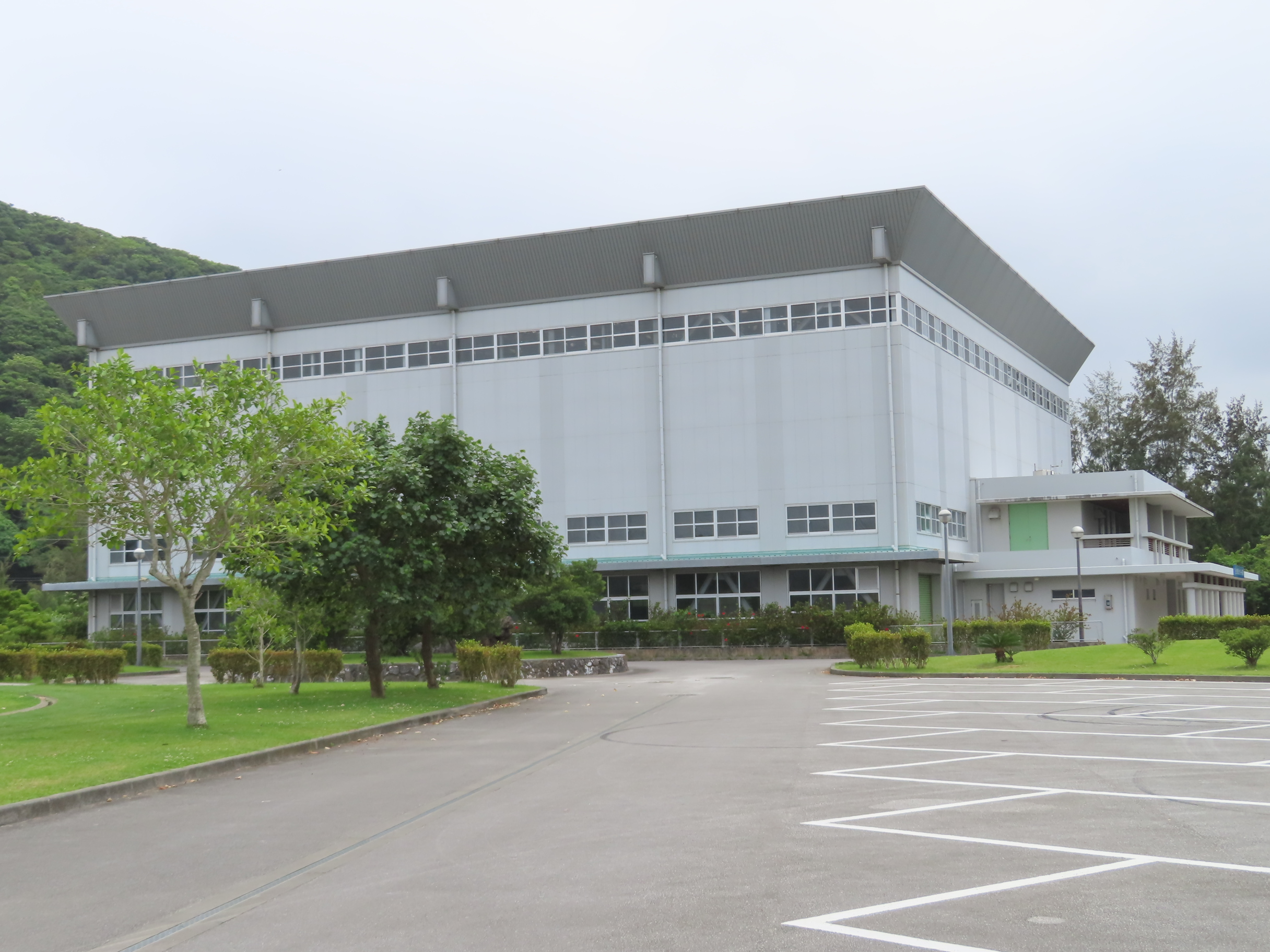
くにかみ屋内運動場